# A Game of Thrones: Genesis
 A Game of Thrones: Genesis ist ein Echtzeit-Strategiespiel des französischen Entwicklers Cyanide Studios für Windows-PC. Es wurde in Deutschland am 30. September 2011 veröffentlicht und von dtp entertainment verlegt. Es ist ein Begleitprodukt der gleichnamigen Fantasy-Fernsehserie und basiert wie diese auf der Fantasyromanreihe Das Lied von Eis und Feuer des US-amerikanischen Autors George R. R. Martin. Das Spiel erzählt von Ereignissen, die vor zur Handlung der Romane und der Fernsehserie angesiedelt sind.

## Handlung
Die Handlung teilt sich in acht verschiedene Kampagne-Abschnitte auf, die jeweils mehrere Missionen umfassen. Die Handlung lässt den Spieler in die Charaktere schlüpfen, die vorzeitig zu den Charakteren der Romane gelebt haben. Es umfasst etwa die Charaktere Aegon Targaryen, auch Aegon der Eroberer genannt, der die Hauptstadt Königsmund gegründet und fast ganz Westeros mit seinen Drachen erobert hat.

## Spielprinzip
Es existiert ein Tutorial, das der Spieler absolvieren kann, falls er es möchte; falls nicht, startet man direkt mit der Kampagne. Die Missionen spiegeln die geschichtlichen Abläufe der Romane wider, etwa wie Aegon Targaryen die Stadt Königsmund gegründet und das Umland erobert hat. Es gibt kleinere Variationen der Handlung; etwa muss man sich zwischen zwei Heiratspartnern entscheiden, was sich allerdings merklich auf die nächstfolgenden Missionen auswirkt.
Der Spieler startet meist mit einem Burgfried oder Ähnlichem und muss in der Regel die ganze Karte, die in 3D dargestellt wird, einnehmen. Verbündete Städte und Dörfer und dergleichen produzieren in regelmäßigen Abständen Gold. Dieses wird zum Feudalsitz, mit dem die Stadt verbündet ist, transportiert. Auf dem Weg dorthin kann der Händler getötet und das Gold geraubt werden. Mit Gold werden nichtkämpfende Einheiten und Söldner rekrutiert. Mit Bauern, die auf fest vorgelegten Feldern Nahrung produzieren, werden Armeen rekrutiert. Es existiert keine Speicheroption, sondern nur fest vordefinierte Speicherpunkte. Falls man es in einer Mission nicht bis zu einem Speicherpunkt schafft, so muss die gesamte Mission neu gestartet werden.
Das Haus gegen Haus, eine Art Gefechtsmodus, erlaubt dem Spieler, ein Haus und die Ländereien aus der Romanvorlage zu übernehmen. Dabei treten die Häuser beispielsweise auf der Karte Westeros gegen alle anderen Familien an, um die Kontrolle über ganz Westeros zu übernehmen. Auch ein Multiplayer-Modus wurde eingebaut.

## Einheiten
Die Einheiten werden in drei Kategorien eingeteilt: nichtkämpfende Einheiten, kämpfende Einheiten und Armeen.

### Nichtkämpfende Einheiten
Nichtkämpfende Einheiten benutzen Diplomatie, List und Täuschung, um dem Spieler Vorteile zu verschaffen oder den Gegner zu schwächen:
Gesandte: Gesandte handeln Bündnisse mit Städten, Burgen oder Rohstoffquellen aus. Ist ein Bündnis geschlossen worden, stehen die entsprechenden Ländereien unter der Kontrolle des Spielers.
Spione: Spione infiltrieren feindliche Feudalsitze und arbeiten dort als Doppelagenten. Sie werden möglicherweise vom Gegner rekrutiert und als seine eigene Einheit angesehen und befehligt, sabotieren aber gleichzeitig seine Aktionen und unterstützen ihren eigentlichen Herren, indem sie zum Beispiel als Gesandte nur scheinbare Bündnisse schließen. Der Spion kann außerdem angewiesen werden, eigene Einheiten zu überwachen, um mögliche Doppelagenten ausfindig zu machen. Ebenso kann der Spieler den Spion feindliche Städte besuchen und dort Geheimabkommen schließen lassen. Die Stadt wechselt darauf die Seiten, ohne dass der eigentliche Besitzer dies merkt. Der Spion kann auch zu einer verbündeten Stadt geschickt werden, um solche Geheimabkommen aufzudecken und zu brechen. Spione sind die einzigen Einheiten, die getarnte Einheiten aufspüren können.
Edelfrauen: Edelfrauen werden in eine verbündete Stadt geschickt, um dort zu heiraten und ein Blutsbündnis zu schmieden. Ein solches Bündnis wird nur gebrochen, wenn die Edelfrau getötet oder die betroffene Stadt mit konventionellen militärischen Mitteln erobert wird. Außerdem können mit dieser Stadt keine Geheimabkommen getroffen werden. Alleinstehende Edelfrauen können ausgeschickt werden, um feindliche Einheiten zu verführen und sie so dauerhaft unter die Kontrolle des Spielers zu bringen.
Schurken: Schurken zetteln Aufstände in gegnerischen Städten an, werben feindliche Söldner mit Gold ab und bestechen andere nichtkämpfende Einheiten, um sie zu Doppelagenten zu machen.

### Kämpfende Einheiten
Kämpfende Einheiten dienen vor allem dazu, den Gegner in den frühen Spielphasen zu stören, da sie billiger zu produzieren sind als Armeen. Sie werden mit Gold rekrutiert.
Gardisten: Gardisten können in einer verbündeten Stadt stationiert werden, um diese vor militärischen oder diplomatischen Angriffen zu schützen. Sie können feindliche nichtkämpfende Einheiten festnehmen, um vom Gegner ein Lösegeld zu fordern.
Attentäter: Attentäter können alle gegnerische Einheiten – außer Gardisten, Söldner und Armeen – sofort töten. Es ist möglich, sie an einer bestimmten Position der Karte zu stationieren und so vorbeikommende feindliche Einheiten zu eliminieren.
Söldner: Söldner werden mit Gold rekrutiert. Sie unterteilen sich in Infanteristen, Bogenschützen und berittene Ritter. Das Belagern einer Stadt ist mit ihnen nicht möglich. Falls sie im Kampf zu sterben drohen, besteht die Möglichkeit, dass sie fliehen, bevor sie komplett vernichtet werden. Sie können von Schurken abgeworben werden.

### Armeen
Um Armeen zu rekrutieren, wird Nahrung anstatt Gold verwendet. Armeen teilen sich in Infanteristen, Bogenschützen, Pikeniere, Reiter, Armbrustschütze und Ritter auf. Sie fliehen, wenn etwa zwei Drittel ihrer Einheit vernichtet wurden, zum Feudalsitz des Besitzers. Mit Armeen ist es möglich, feindliche Städte zu belagern und einzunehmen. Armeen sind grundsätzlich stärker als Söldner.
Armeen und Söldner können von Befehlshabern kommandiert und unterstützt werden. Solange ein Befehlshaber eine Armee oder Söldner-Einheit kontrolliert, kämpft diese bis zum Tod und fliehen nicht.

## Entwicklungsdetails
Ursprünglich zeigte der US-amerikanische Spieleentwickler Bethesda Softworks Interesse an einer Spielumsetzung der Fantasy-Reihe. Wegen der Entwicklung von The Elder Scrolls V: Skyrim wurden diese Pläne jedoch verworfen. So erhielt letztlich der französische Entwickler Cyanide Studios den Zuschlag. In Deutschland übernahm dtp entertainment die Veröffentlichung des Spiels. Es wurde am 30. September 2011 in Europa in zwei Versionen, einer Standard und einer Collector’s Edition, veröffentlicht.

## Rezeption
| Deutschsprachiger Raum | Deutschsprachiger Raum |         |
| Publikation            | Wertung                |         |
| ---------------------- | ---------------------- | ------- |
| 4Players               | 52 % (Win)             |         |
| GameStar               | 59 % (Win)             |         |
| gbase.ch               | 6,0                    |         |
| onlinewelten.com       | 58 %                   |         |
| International          |                        |         |
| GameSpot               | 5,0/10                 |         |
| IGN                    | 6,0/10                 |         |
| Metawertungen          |                        |         |
| GameRankings           | 52,94 %                | 52,94 % |
| Metacritic             | 53/100                 | 53/100  |

Das Spiel erhielt zumeist niedrige Wertungen (Metacritic: 53 von 100 (Win)) / Gamerankings: 52,94 %. Deutschsprachige Magazine bewerteten das Spiel im internationalen Vergleich zumeist schlechter.
Die Spielezeitschrift GameStar urteilte, dass die Atmosphäre des Spiels mit dem eines Presslufthammers vergleichbar sei. Die Verwaltung des Reiches sei etwas für Paranoide und arte schnell in Sisyphos-Arbeit aus. Schlachten spielten sich unspektakulär ab und wiesen das Schere-Stein-Papier-Prinzip auf. Ohne Bachelor-Abschluss in George-Martin-Kunde sei die Handlung des Spiels nicht zu verstehen. Nichtkenner der Serie oder der Romane würden eher die Serie und die Romane empfohlen als das PC-Spiel. Vor allem der Umfang des Spiels wurde gelobt.
Die Seite 4Players merkte an, dass die Geschichte nicht sonderlich opulent präsentiert werde und dass das Design weitgehend schmuck- und ideenlos wirke. Die Kampagne sei kaum mehr als eine endlose Aneinanderreihung von Schlachten. Kriegerische Auseinandersetzungen seien wenig ausgereift. Die Winterfell-Saga hätte eine bessere Spielumsetzung als die gezeigte verdient; das Spiel sei weitestgehend einfallslos und werde als Echtzeit-Einheitsbrei verwurstet. Gelobt wurden lediglich die spielerischen Interaktionsmöglichkeiten.
Die Seite Gbase.ch urteilte, dass es sich bei dem Spiel um eine sehr einfach gestricktes Strategiesimulation handele. Man müsse sich mit immensem Aufwand darum kümmern, Bündnisse zu schließen und zu halten. Das Spiel arte nach wenigen Minuten schnell in Hektik aus, wenn die Gegner-KI Spione und dergleichen einsetze. Gelobt wurden die intuitive Oberfläche und die Bedienung.
Die Seite GameSpot erkannte das Diplomatie-System positiv an. Kritikpunkte waren die Single-Player-Kampagne und das Interface.
Die Seite onlinewelten.com lobte den interessanten Spielansatz und die diplomatischen Beziehungen zwischen den Häusern. Negativ aufgefallen seien die eher „langweiligen Kämpfe“.